# 鶴見川

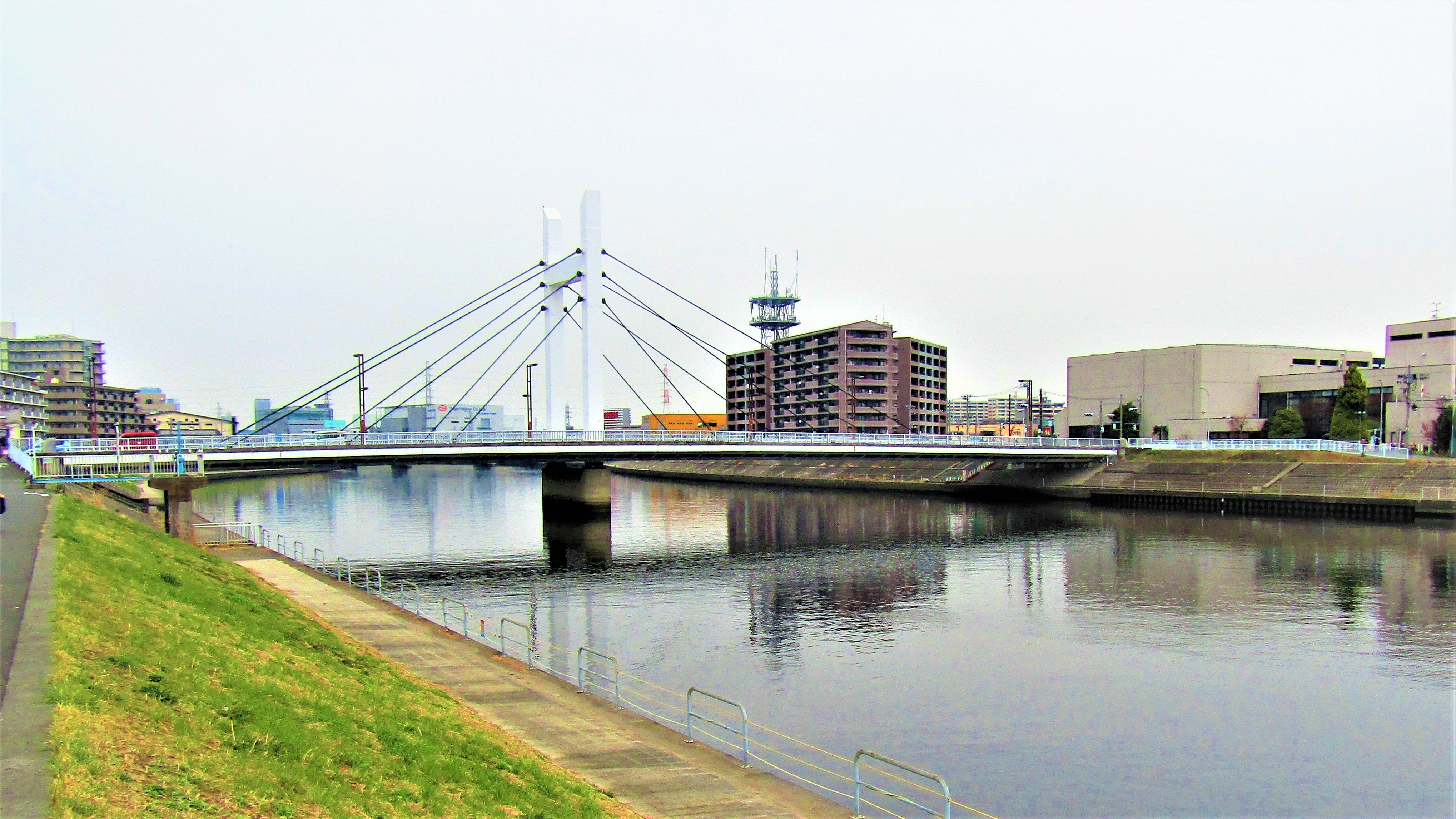
森永橋與鶴見川

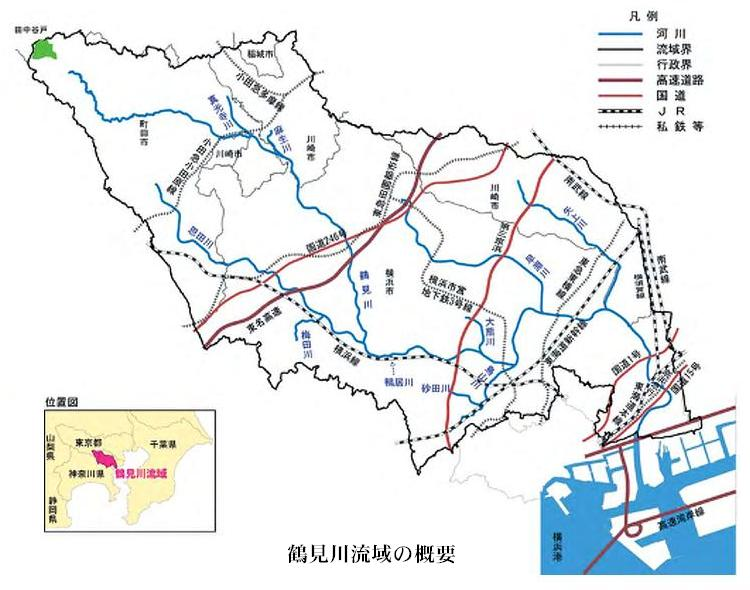
鶴見川流域圖

鶴見川（日语：鶴見川、つるみがわ）是日本的一條河川，流經東京都和神奈川縣。鶴見川發源於東京都町田市，在神奈川縣橫濱市鶴見區注入東京灣，全長42.5公里，流域面積235平方公里。鶴見川流域的人口密度在日本109個水系中名列第一。

## 外部連結
- 鶴見川 （页面存档备份，存于） - 国土交通省京浜河川事務所
  - 「鶴見川水系河川整備計画」と「鶴見川流域水害対策計画」 （页面存档备份，存于）
  - 鶴見川流域水マスタープラン | 京浜河川事務所 （页面存档备份，存于）
  - 鶴見川流域水マスタープラン （页面存档备份，存于）
  - 鶴見川流域センター （页面存档备份，存于）
- 横浜市鶴見川漕艇場 （页面存档备份，存于）